# Oberleutnant zur See

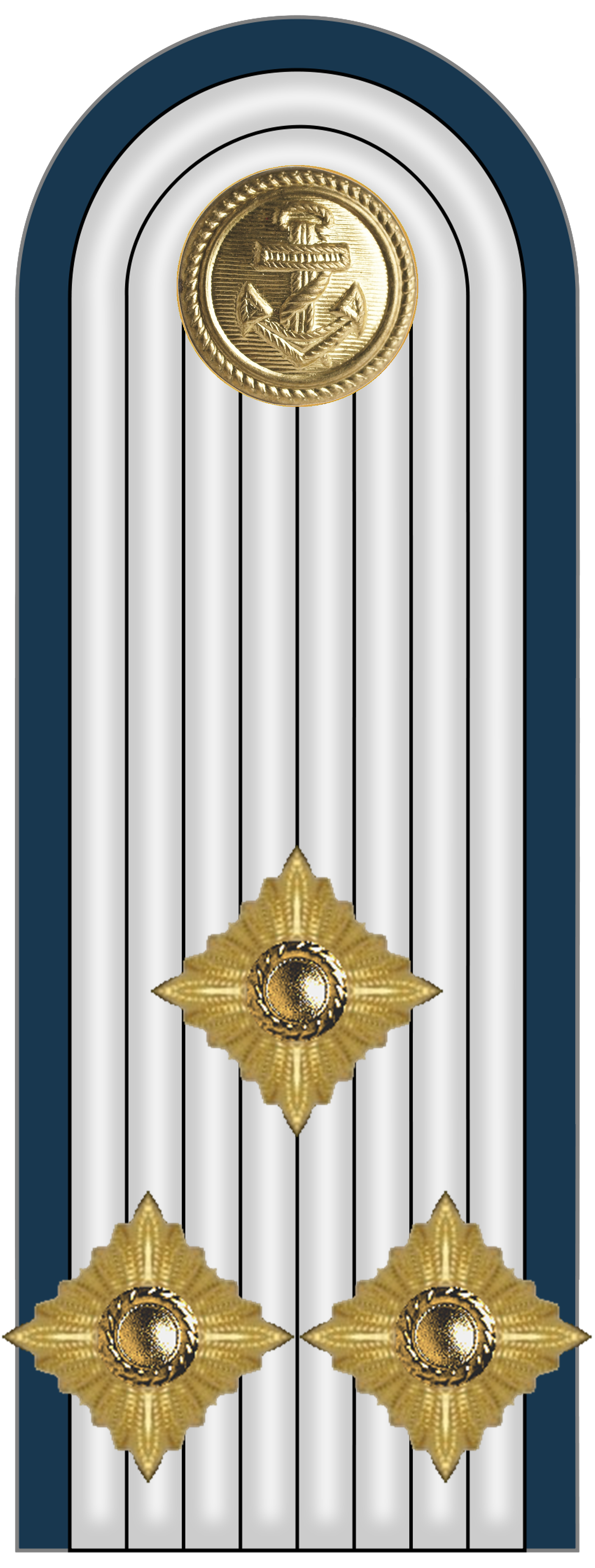
Insigne du grade.

 (juillet 2025).
Si vous disposez d'ouvrages ou d'articles de référence ou si vous connaissez des sites web de qualité traitant du thème abordé ici, merci de compléter l'article en donnant les références utiles à sa vérifiabilité et en les liant à la section « Notes et références ».
Oberleutnant zur See est un grade militaire de la marine allemande. 

## Description
Il est le supérieur du Leutnant zur See et le subordonné du Kapitänleutnant. Selon les équivalences de l'OTAN c'est un grade noté OF-1.  Au sein des forces armées allemandes, il trouve son équivalent chez le Oberleutnant dans la Heer et la Luftwaffe.